# 8833 Acer
8833 Acer (1989 RW) là một tiểu hành tinh vành đai chính được phát hiện ngày 3 tháng 9 năm 1989 bởi E. W. Elst ở Đài thiên văn Haute-Provence.